# Anima di vento (singolo)
Anima di vento è un singolo della cantautrice italiana Nathalie, pubblicato il 27 settembre 2013 come secondo estratto dal secondo album in studio Anima di vento
Il brano è stato scritto da Nathalie, unica autrice di tutti gli altri brani dell'album.
Il video del brano viene pubblicato in anteprima sulla piattaforma Vevo l'11 ottobre 2013 viene anche annunciato anche sulla sua pagina Facebook. il video vede la regia di Andrea Falbo e Andrea Gianfelice. Nel giro di una settimana il video raggiunge e supera il milione di visualizzazioni su Vevo. In seguito a ciò l'artista festeggia e esprime tutta la sua felicità su twitter e su facebook.

## Tracce
Download digitale
1. Anima di vento – 3:44